# Dendy

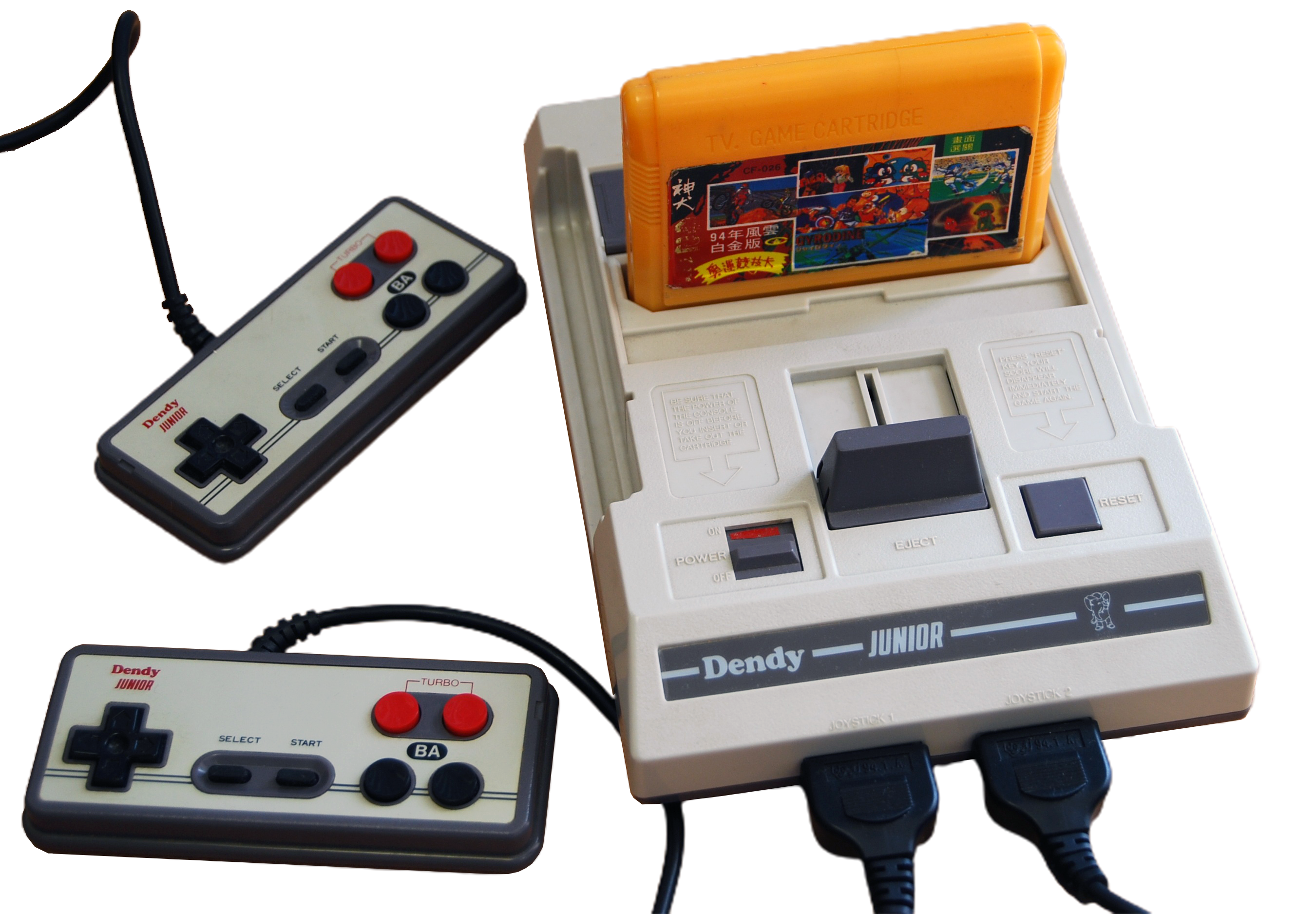
Console Dendy

Dendy (em russo:  Денди) é um clone de hardware taiwanes da Family Computer (a origem japonesa da NES), produzido para o mercado russo. Foi lançado no início de 1990 pela empresa Steepler. Como não foi oficialmente licenciada uma versão da NES na antiga União Soviética, o Dendy facilmente se tornou o mais popular console de videogame da época na região e gozava de um grau de fama mais ou menos equivalente ao do NES/Famicom na América do Norte e Japão.